# 如廁後沖洗器

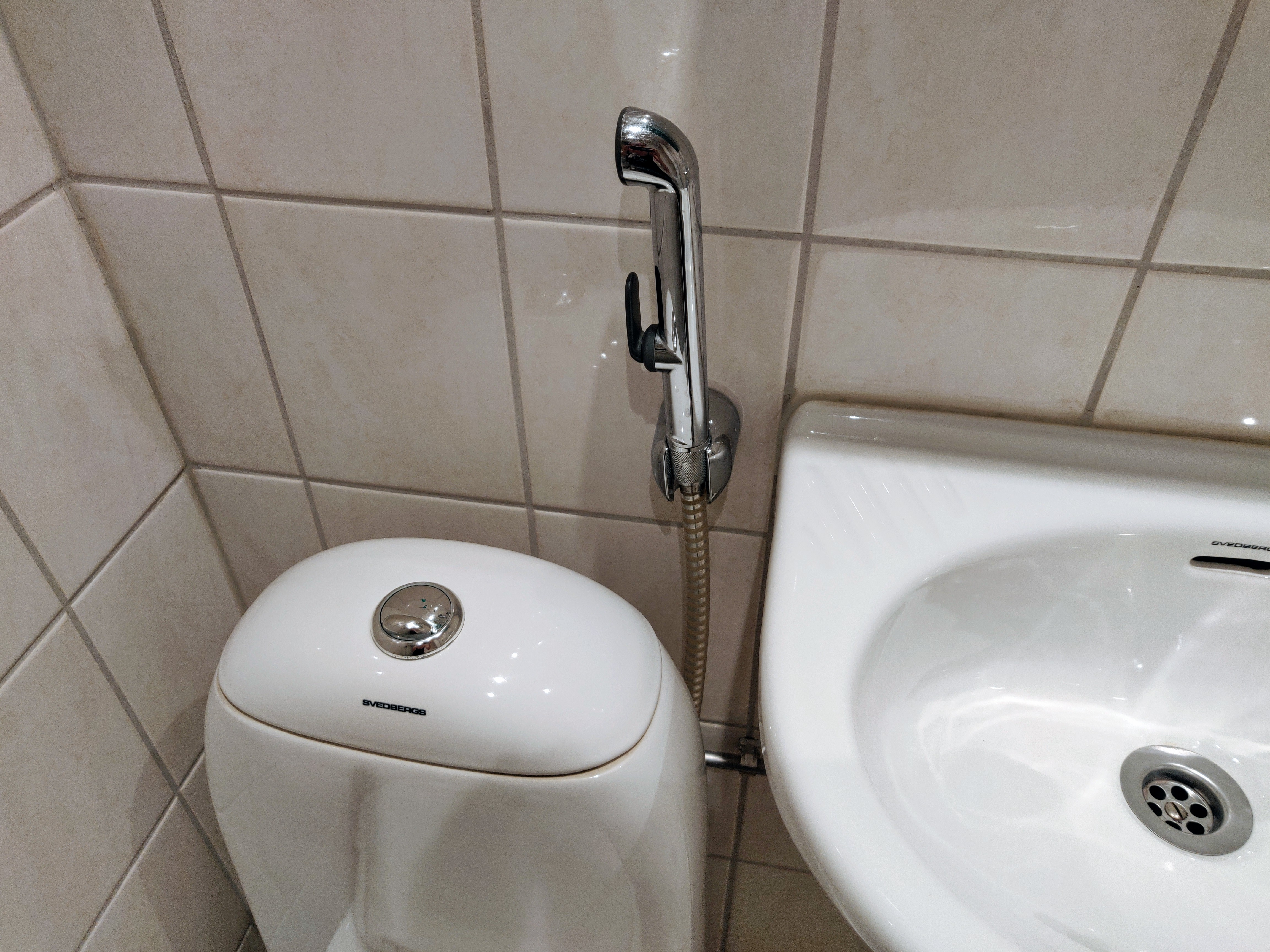
芬兰赫尔辛基酒店浴室内的如厠後沖洗器

如厠後沖洗器是一种放置在马桶附近的手持式喷嘴，人們在排便和排尿后會用它來清洁生殖器和清潔肛門，如厠後沖洗器在阿拉伯国家、天主教國家、東正教、印度教國家和一些新教國家（例如芬兰）比較流行。